# Национальный медицинский исследовательский центр колопроктологии им. А.Н. Рыжих
Федеральное государственное бюджетное учреждение «Национальный медицинский исследовательский центр колопроктологии имени А.Н. Рыжих» Министерства здравоохранения Российской Федерации (сокр. ФГБУ «НМИЦ колопроктологии имени А. Н. Рыжих» Минздрава России) — специализированное научно-клиническое учреждение, специализирующееся на диагностике и лечении заболеваний кишечника, заднего прохода, органов таза и промежности. 
Ранее назывался: Научно-исследовательская лаборатория по проктологии с клиникой, НИИ проктологии, Государственный научный центр колопроктологии.

## История
ФГБУ «НМИЦ колопроктологии имени А. Н. Рыжих» Минздрава России был создан в 1946 году. В это время в Москве для лечения проктологических больных в хирургическом отделении больницы № 18 выделили 15 коек. С 1960 года сформированное проктологическое подразделение перевели в больницу № 67 и расширили до 102 коек.
В 1965 году организована научно-исследовательская лаборатория (НИЛ) с клиникой по проктологии Мининистерства здравоохранения РСФСР, переросшая в нынешний центр. Для института в Москве построено специальное десятиэтажное здание с клиническими и лабораторными подразделениями. В октября 2019 года открыт новый корпус Центра. 
На базе НИИ проктологии в 1976 году открыта кафедра проктологии Центрального института усовершенствования врачей. 
С 1978 года Всесоюзный головной научно-методический и консультативный центр.
В настоящее время в центре изучают и проводят лечение болезней толстой кишки, анокопчиковой области, а именно: геморрой, парапроктит, колиты, предраковые поражения, рак прямой и ободочной кишки.
Для подготовки врачей проктологов и центре с 1997 года работает ординатура.

## Структура
В состав центра входят следующие подразделения:
- консультативное отделение;
- отделение реабилитации пациентов колопроктологического профиля;
- отделение анестезиологии-реанимации, операционный блок;
- отделение общей колопроктологии;
- отделение общей и реконструктивной колопроктологии;
- отделение онкопроктологии;
- отделение онкологии и хирургии ободочной кишки;
- отделение малоинвазивной онкопроктологии;
- отделение хирургии воспалительных заболеваний кишечника;
- отделение малоинвазивной проктологии и тазовой хирургии;
- отделение гастроэнтерологии;
- отделение эндоскопической диагностики и хирургии;
- отделения рентгендиагностики и ультрозвуковой диагностики;
- отделение лекарственной противоопухолевой терапии;
- отдел лабораторной генетики;
- отдел изучения микробиологических и иммунологических исследований;
- лаборатория клинической патофизиологии;
- отдел патоморфологии и иммуногистохимических исследований;
- клинико-диагностическая лаборатория.

## Руководство
Первый директор центра с 1965 по 1969 годы — профессор Александр Наумович Рыжих.
Институтом в разное время руководили:
- 1970 — 1972 — д.м.н. Владимир Борисович Александров;
- 1972 — 1988 — академик АМН СССР В. Д. Фёдоров;
- 1988 — 2010 — академик РАМН, профессор Г. И. Воробьев[5];
- 2011 — 2021 — академик РАН Ю. А. Шелыгин (с 2021 года — научный руководитель Центра);
- С ноября 2021 года — член-корреспондент РАН, д.м.н., профессор С. И. Ачкасов[6].